# Rhytidoponera rotundiceps
Rhytidoponera rotundiceps är en myrart som beskrevs av Hugo Viehmeyer 1914. Rhytidoponera rotundiceps ingår i släktet Rhytidoponera och familjen myror. Inga underarter finns listade i Catalogue of Life.